# La torronada de Vilassar de Mar
La torronada de Vilassar de Mar és un plat típic d'aquesta vila. Tot i que molts són els que coneixen Vilassar de Mar per les casetes d'estiueig o el Mercat de Flor i Planta Ornamental de Catalunya, ben cert és que se sap poca cosa de la seva gastronomia típica.
El plat més famós d'aquest poble del Maresme és, la torronada de cigrons. Per preparar-la, es posen els cigrons a bullir amb aigua i un os de pernil. Un cop escorreguts, es passen per una paella amb cansalada viada a mesura que s'han d'anar aixafant amb una forquilla fins que vagi daurant-se la massa i s'aconsegueixi una textura semblant a una truita de patata.
Cal aprofitar i valorar aquest llegum perquè a Europa només se'n cultiva al voltant del Mediterrani.